# آرثر جونز (لاعب كريكت)
آرثر جونز (بالإنجليزية: Arthur Jones) (16 أغسطس 1872 في المملكة المتحدة - 21 ديسمبر 1914 في المملكة المتحدة) هو لاعب كريكت بريطاني (وحمل سابقاً جنسية المملكة المتحدة لبريطانيا العظمى وأيرلندا). شارك مع منتخب إنجلترا للكريكت. أما مع النوادي، فقد لعب مع نادي مقاطعة نوتنغهامشير للكريكت ‏ وLondon County Cricket Club ‏ ونادي جامعة كامبريدج للكريكيت ‏.

## وصلات خارجية
- آرثر جونز على موقع إي آس بي آن كريك إنفو (الإنجليزية)